# Finger Eleven
Finger Eleven é uma banda canadense de rock alternativo formada em 1994. É originária de Burlington, Ontário. Suas músicas mais conhecidas são "One Thing" e "Paralyzer".

## Discografia

### Álbuns

#### Como Rainbow Butt Monkeys
- 1995: Letters from Chutney (Mercury Records)

#### Como Finger Eleven
- 1997: Tip
- 2000: The Greyest of Blue Skies (Wind-up Records)
- 2003: '''Finger Eleven''' (Wind-up Records)
- 2007: Them vs. You vs. Me (Wind-up Records)
- 2007: Us vs Then vs Now
- 2010: Life Turns Electric (Wind-up Records),(Caxota Words)
- 2015: Five Crooked Lines

### DVD
- 2007: Us-vs-Then-vs-Now

### Singles
| Ano  | Nome                          | Gráfico de Posições | Gráfico de Posições | Gráfico de Posições | Gráfico de Posições | Gráfico de Posições | Gráfico de Posições | Gráfico de Posições | Gráfico de Posições | Gráfico de Posições | Álbum                                          | RIAA certification |
| Ano  | Nome                          | U.S. Hot 100        | U.S. Pop 100        | U.S. Adult Top 40   | U.S. Main. Rock     | U.S. Mod. Rock      | CAN                 | AUS                 | NZ                  | WW                  | Álbum                                          | RIAA certification |
| 1995 | "Circles"                     |                     |                     |                     |                     |                     |                     |                     |                     |                     | Letters from Chutney                           |                    |
| 1996 | "As Far As I Can Spit"        |                     |                     |                     |                     |                     |                     |                     |                     |                     | Letters from Chutney                           |                    |
| 1997 | "Tip"                         |                     |                     |                     |                     |                     |                     |                     |                     |                     | Tip                                            |                    |
| 1998 | "Quicksand"                   |                     |                     |                     | 28                  |                     |                     |                     |                     |                     | Tip                                            |                    |
| 1999 | "Above"                       |                     |                     |                     | 34                  |                     |                     |                     |                     |                     | Tip                                            |                    |
| 2000 | "First Time"                  |                     |                     |                     |                     |                     |                     |                     |                     |                     | The Greyest of Blue Skies                      |                    |
| 2000 | "Drag You Down"               |                     |                     |                     |                     |                     |                     |                     |                     |                     | The Greyest of Blue Skies                      |                    |
| 2001 | "Bones + Joints"              |                     |                     |                     |                     |                     |                     |                     |                     |                     | The Greyest of Blue Skies                      |                    |
| 2002 | "Slow Chemical"               |                     |                     |                     |                     |                     |                     |                     |                     |                     | WWF Forceable Entry/ The Punisher (soundtrack) |                    |
| 2003 | "Good Times"                  |                     |                     |                     |                     |                     |                     |                     |                     |                     | Finger Eleven                                  | Gold               |
| 2003 | "One Thing"                   | 16                  |                     | 2                   | 38                  | 5                   | 1                   |                     |                     |                     | Finger Eleven                                  | Gold               |
| 2004 | "Absent Elements"             |                     |                     |                     |                     |                     |                     |                     |                     |                     | Finger Eleven                                  | Gold               |
| 2004 | "Stay in Shadow"              |                     |                     |                     |                     |                     |                     |                     |                     |                     | Finger Eleven                                  | Gold               |
| 2005 | "Thousand Mile Wish"          |                     |                     |                     |                     |                     |                     |                     |                     |                     | Finger Eleven                                  | Gold               |
| 2007 | "Paralyzer"                   | 6                   | 7                   | 4                   | 1                   | 1                   | 3                   | 12                  | 7                   | 11                  | Them vs. You vs. Me                            | Gold               |
| 2007 | "Falling On"                  |                     |                     |                     | 25                  | 31                  | 36                  |                     |                     |                     | Them vs. You vs. Me                            | Gold               |
| 2007 | "I'll Keep Your Memory Vague" |                     |                     |                     | 40                  | 30                  | 15                  |                     |                     |                     | Them vs. You vs. Me                            | Gold               |
| 2008 | "Talking to the Walls"        |                     |                     |                     |                     |                     | 90                  |                     |                     |                     | Them vs. You vs. Me                            | Gold               |

## Videografia
- Circles (1995) (como Rainbow Butt Monkeys)
- As Far As I Can Spit (1996) (como Rainbow Butt Monkeys)
- Tip (1998)
- Quicksand (1998)
- Above (1999)
- First Time (2000)
- Drag You Down (2000)
- Slow Chemical (2002)
- Good Times (2003)
- One Thing   (2003)
- Absent Elements (2004)
- Thousand Mile Wish (2005)
- Paralyzer (2007)
- Falling On (2007)
- I'll Keep Your Memory Vague (2007)